# Wilhelm Rühle
Wilhelm Rühle (* 27. Februar 1906 in Eisenberg-Moritzburg; † 18. Januar 1993) war ein deutscher Orgelbauer und Tischlermeister. Das Familienunternehmen wird in dritter Generation fortgeführt und ist durch die Restaurierung von Orgeln von Gottfried Silbermann und anderer mitteldeutscher Orgelbauer hervorgetreten.

## Biografie
Wilhelm Rühle wurde in Hellerau zum Tischler ausgebildet und absolvierte eine Lehre als Orgelbauer bei Klais in Bonn. Er begab sich von 1926 bis 1928 auf die Gesellenwanderung, die ihn von Skandinavien bis in die Türkei führte. Anschließend studierte er in Dresden Kirchenmusik.
1932 eröffnete Rühle in Moritzburg eine Orgelwerkstatt. Besondere Anerkennung brachte ihm 1933 die Restaurierung eines Positivs des Prinzen Ernst Heinrich von Sachsen ein, das Johann Ernst Hähnel 1725 gebaut hatte. Die ersten Neubauten entstanden unter dem Einfluss der Orgelbewegung.
1935 heiratete er Dora Zschoche. Im Zweiten Weltkrieg mussten die Maschinen der Werkstatt zwangsverkauft werden. Rühle arbeitete zwei Jahre in der Möbelherstellung, bevor er zum Militärdienst eingezogen wurde und 1947 aus Kriegsgefangenschaft zurückkehrte.
Rühle gründete seine Werkstatt erneut in Moritzburg und hielt sich zunächst mit Instrumentenreparaturen und Tischlerarbeiten über Wasser. Allmählich gelang es ihm jedoch, auch überregional einen guten Ruf als Orgelbauer und -restaurator zu erlangen.

## Nachfolger
Wilhelm Rühles Sohn Wieland Rühle (* 1938) erlernte in der Werkstatt des Vaters den Orgelbau, vertiefte sich bei Ernst Hönig in Bautzen (* 1912 in Giengen an der Brenz; † 2002 in Bautzen) und übernahm im Jahr 1988 die Firmenleitung. Der Enkel Christoph Rühle (* 6. Februar 1980) ließ sich bei Mönch Orgelbau (Überlingen) und Orgelbau Waltershausen zum Orgelbauer ausbilden und arbeitete seit 2005 im Familienbetrieb mit. Seit 2007 führt er den Betrieb unter dem Namen „Werkstatt für Orgelbau C. Rühle“ in dritter Generation fort.

## Werkliste (Auswahl)
Die Liste umfasst Werke der Werkstatt Rühle. Die Größe der Instrumente wird in der fünften Spalte durch die Anzahl der Manuale und die Anzahl der klingenden Register in der sechsten Spalte angezeigt. Ein großes „P“ steht für ein selbstständiges Pedal, ein kleines „P“ für ein angehängtes Pedal.

### Neubauten und Rekonstruktionen
| Jahr      | Ort              | Gebäude                               | Bild | Manuale | Register | Anmerkungen |
| --------- | ---------------- | ------------------------------------- | ---- | ------- | -------- | --- |
| 1932      | Moritzburg       | Diakonenhaus                          |      |         |          | erstes Werk, im Krieg zerstört                                                                                         |
| 1932      | Dresden          | Kreuzkirche, Chororgel                |      |         |          | nicht erhalten |
| um 1938   | Hennstedt        |                                       |      |         |          | erhalten |
| 1954      | Elsterwerda      | Kirche „Mater Dolorosa“               |      |         |          | Meisterstück Wilhelm Rühle                                                                                             |
| 1963      | Dresden          | Christengemeinschaft, Johannes-Kirche |      | 1/P     | 10       | Wilhelm Rühle Orgel |
| 1966      | Cossebaude       | Ev.-luth. Kirche                      |      |         |          | |
| 1968      | Schmiedeberg     | Zur Heiligen Dreifaltigkeit           |      | I/P     |          | Neubau hinter Prospekt von Johann Tobias Dressel und Johann Christian Dressel (1716)                                   |
| 1969      | Tharandt         | Bergkirche                            |      | II/P    | 18       | Werkneubau; Prospekt von Johann Christian Kayser erhalten                                                              |
| 1971      | Plauen           | Lutherhaus, Gemeindesaal              |      | I/P     | 11       | |
| 1977      | Schmannewitz     | Kirche Schmannewitz                   |      | II/P    | 17       | |
| 1979      | Dippoldiswalde   | St. Konrad von Parzham                |      | I/P     | 10       | [ 4 ] |
| 1982      | Gera             | Gemeindehaus der Christengemeinschaft |      | I       | 7        | |
| 1982      | Gröden           | Martinskirche                         |      |         |          | |
| 1983      | Werdau-Leubnitz  |                                       |      |         |          | Meisterstück Wieland Rühle                                                                                             |
| 1991      | Radebeul         | Johanneskapelle                       |      |         |          | |
| 1992      | Moritzburg       | Schlosskapelle                        |      |         |          | |
| 1995      | Bonn             | Emmauskirche                          |      | II/P    | 14       | |
| 1999–2000 | Erfurt           | Michaeliskirche                       |      | II/P    | 15       | Rekonstruktion der Orgel von Ludwig Compenius (1652); große Teile des Prospektgehäuses und 27 Prospektpfeifen erhalten |
| 2002      | Köln             | Ev. Kreuzkirche                       |      | II/P    | 15       | 2007 wegen Schließung in die Kölner Thomaskirche umgesetzt                                                             |
| 2005      | Chemnitz         | Jakobikirche                          |      | I/P     | 12       | |
| 2012      | Berlin-Mahlsdorf | Theodor-Fliedner-Heim                 |      | II/P    | 17       | im italienischen Stil → Orgel                                                                                          |

### Restaurierungen und Umbauten
| Jahr      | Ort                 | Kirche                 | Bild | Manuale | Register | Anmerkungen |
| --------- | ------------------- | ---------------------- | ---- | ------- | -------- | --- |
| 1935      | Bocka               | Dorfkirche             |      | I/P     | 10       | Restaurierung der Orgel von Tobias Heinrich Gottfried Trost (1746); Reste erhalten |
| 1977      | Cämmerswalde        | Kirche Cämmerswalde    |      | II/P    | 18       | Restaurierung der Orgel von Adam Gottfried Oehme (1776) |
| 1968      | Pfaffroda           | St. Georg              |      | I/P     | 14       | Restaurierung der Orgel von Gottfried Silbermann (1715); weitgehend erhalten |
| 1972      | Bockau              | Ev. Kirche             |      |         |          | Restaurierung der Orgel von Urban Kreutzbach (1860) |
| 1973/1974 | Dorfchemnitz        | Ev. Kirche             |      |         |          | |
| 1977/1978 | Burkhardswalde      | Dorfkirche             |      | II/P    | 15       | Restaurierung der Orgel von Johann Daniel Ranft (1764) |
| 1979      | Beicha              | Dorfkirche             |      |         |          | |
| 1981      | Hirschfeld          | Dorfkirche Hirschfeld  |      |         |          | |
| 1987      | Reichenberg         | Reichenberger Kirche   |      |         |          | Umsetzung der Orgel von Jacob Oertel (1760) aus Borna |
| 1971–1976 | Schmalkalden        | Schloss Wilhelmsburg   |      | I       | 6        | Restaurierung der Orgel von Daniel Meyer (1589) |
| 1991      | Köthen              | Schloss Köthen         |      | I/p     | 6        | Restaurierung der Orgel von Zuberbier (1755) |
| 1995–1996 | Großkmehlen         | St.-Georgs-Kirche      |      | II/P    | 22       | Restaurierung der Orgel von Gottfried Silbermann (1718); 8 Register rekonstruiert |
| 1996–1997 | Zöblitz             | Stadtkirche            |      | II/P    | 20       | Restaurierung der Orgel von Gottfried Silbermann (1742) und Rückführung auf originale Disposition; weitgehend erhalten                                                                                     |
| 1997–1998 | Frankenstein        | Dorfkirche             |      | I/P     | 13       | Restaurierung der Orgel von Gottfried Silbermann (1752) |
| 1999      | Helbigsdorf         | Kirche Helbigsdorf     |      | II/P    | 17       | klangliche Restaurierung der Orgel von Gottfried Silbermann (1728); fast unverändert erhalten |
| 2001      | Forchheim           | Evangelische Kirche    |      | II/P    | 20       | Restaurierung der Orgel von Gottfried Silbermann (1726); weitgehend erhalten |
| 2005      | Judenbach/Thüringen | St. Nikolaus           |      | II/P    | 15       | Restaurierung der Orgel eins unbekannten Erbauers (um 1730) |
| 2006      | Ringenwalde         | Dorfkirche Ringenwalde |      | I/P     | 12       | Restaurierung und Rekonstruktion der vermutlich letzten erhaltenen Kirchenorgel von Johann Peter Migendt (1760); Ergänzung um selbstständiges Pedal nach der Orgel-Migendt in der Schlosskirche zu Stettin |
| 2007      | Twiste              | St. Veit               |      | II/P    | 12       | Restaurierung der Orgel von Jacob Vogt (1862), in Zusammenarbeit mit der Orgelbau Waltershausen GmbH |
| 2008      | Finsterbergen       | Dreifaltigkeitskirche  |      | II/P    | 22       | Restaurierung der Orgel von Georg Franz Ratzmann (1830) |
| 2009      | Buttlar/Rhön        | Mariäe Geburt          |      |         |          | Restaurierung der Orgel von Guido Knauf (1871) |
| 2010      | Weißig              | Dorfkirche Weißig      |      | I       | 8        | Restaurierung des Orgelpositivs von Christian Ernst Friederici (1740) |
| 2011      | Denstedt            | Dorfkirche Denstedt    |      | II/P    | 19       | Restaurierung der „Liszt-Orgel“ der Gebrüder Peternell (1861) |
| 2023      | Klitzschen          | ev. Kirche             |      | I/P     | 9        | Restaurierung der Flemming-Orgel aus den 1780er Jahren |
| 2023      | Dittersdorf         | Dorfkirche             |      | I/P     | 11       | 2023 Restaurierung der Göthel-Orgel. |